# Ернст Кристоф фон Кауниц-Ритберг
Ернст Кристоф фон Кауниц-Ритберг (на немски: Ernst Christoph Fürst von Kaunitz-Rietberg; * 6 юни 1737 във Виена; † 19 май 1797 във Виена) е от 1794 г. княз на бохемския род Кауниц, граф на Ритберг (1794 – 1797), ландес-хауптман в Моравия и императорски дворцов служител и дипломат.
Той е най-големият син на 1. княз Венцел Антон фон Кауниц (1711 – 1794), австрийски външен министър и канцлер (1753 – 1792) и съпругата му графиня Мария Ернестина Франциска Ксаверия Еустахия фон Щархемберг (1717 – 1749), дъщеря на граф Франц Антон фон Щархемберг (1691 – 1743) и графиня Мария Антония фон Щархемберг (1692 – 1742). Брат е на княз Доминик Андреас фон Кауниц-Ритберг-Квестенберг (1740 – 1812).
Ернст Кристоф фон Кауниц-Ритберг започва служба при кайзера и през 1762 г. става имперски дворцов съветник. През 1763 – 1770 г. той е посланик в Кралство Неапол. През 1769 г. той е императорски посланик в Рим по случай избора на папа Климент XIV. През 1770 – 1772 г. той е ландес-хауптман на маркграфство Моравия. След това той е генералдворцовдиректор и оберст-хофмаршал. Той е между най-доверените лица на Йозеф II и почти всеки ден му прави компания. Кайзерът го прави през 1772 г. рицар на австрийския Орден на Златното руно. След смъртта на баща му 1794 г. той наследява неговата титла княз и става също граф на Ритберг. Той помага на музиката на Волфганг Амадеус Моцарт.
Ернст Кристоф фон Кауниц-Ритберг умира на 59 години на 19 май 1797 г. във Виена. Наследник му става брат му Доминик Андреас фон Кауниц-Ритберг-Квестенберг.

## Фамилия
Ернст Кристоф фон Кауниц-Ритберг се жени на 12 януари 1761 г. за принцеса Мария Леополдина Елизабет Тереза София Шарлота Нотгера фон Йотинген-Шпилберг (* 28 ноември 1741, Йотинген; † 28 февруари 1795, Виена), дъщеря на княз Йохан Алойз I фон Йотинген-Шпилберг (1707 – 1780) и херцогиня Тереза Мария Анна фон Холщайн-Зондербург-Визенбург (1713 – 1745), дъщеря на херцог Леополд фон Шлезвиг-Холщайн-Зондербург-Визенбург (1674 – 1744) и принцеса Мария Елизабет фон Лихтенщайн (1683 – 1744). Те имат една дъщеря:
- Мария Елеонора фон Кауниц-Ритберг (* 1 октомври 1775, Виена; † 19 март 1825, Париж), омъжена на 27 септември 1795 г. в Славков (Аустерлиц) за 2. княз Клеменс фон Метерних (* 15 май 1773, Кобленц; † 11 юни 1859, Виена)